# Fertigteilbau
Als Fertigteilbau bezeichnet man Bauverfahren, bei denen Bauwerke aller Art aus in Werkstätten vorgefertigten Konstruktionselementen zusammengefügt werden. Der Fertigteilbau hat den Vorteil, dass zahlreiche Arbeitsschritte wetterunabhängig in Fabrikgebäuden durchgeführt werden können, aber auch den Nachteil, dass oft sperrige Elemente transportiert werden. Bei Gebäuden mit heizbaren Räumen kann diese Bauweise zu Abdichtungsproblemen führen.

## Beispiele

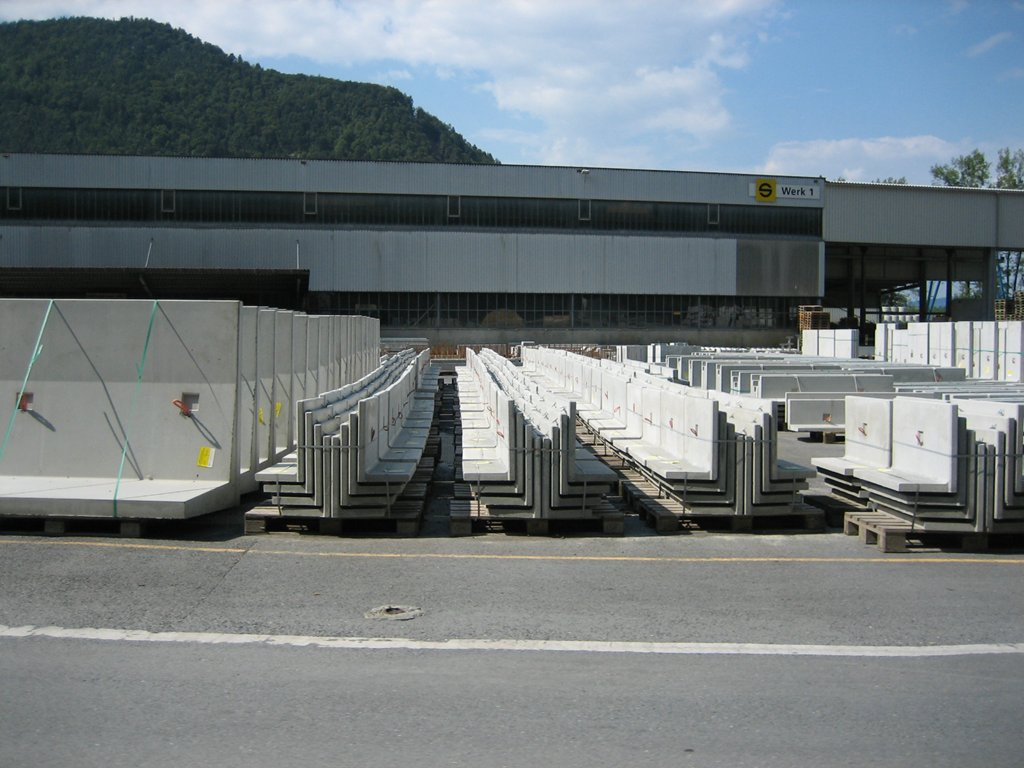
Stützwände als Fertigbauteile

### Hochbau
- Plattenbau, Fertighaus, Hallen- und Bürohausbau

### Brückenbau

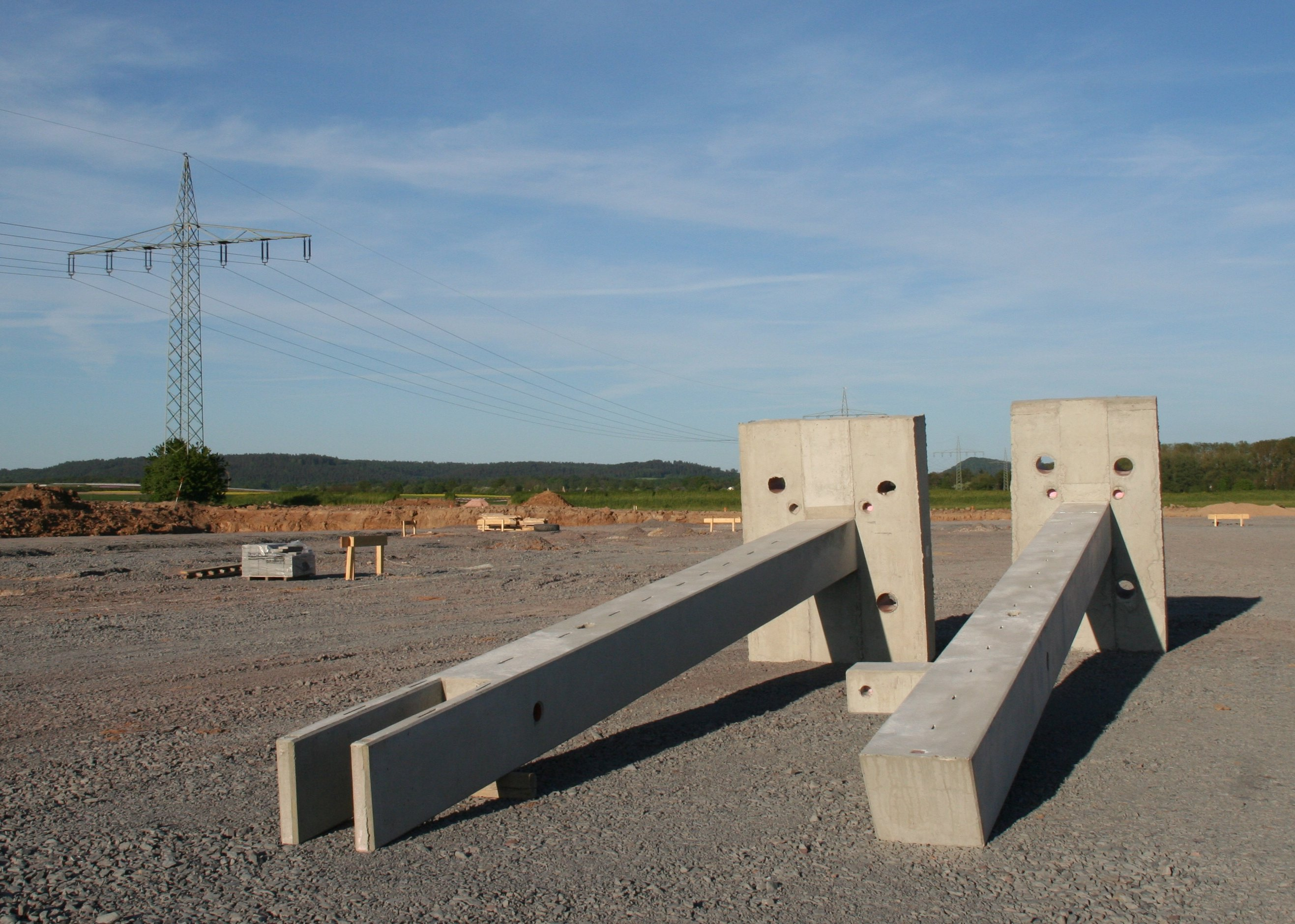
Fertigteilstütze mit angeformtem Fundament

Die Verwendung von Fertigteilen geschieht in Deutschland vor allem bei nachträglichen Straßenbrücken über die Autobahn. Bei diesen werden die Brückenträger vorproduziert und die Fahrbahnplatte wird nur noch vor Ort darauf betoniert. 
Außerhalb Deutschlands ist der Brückenbau mit Fertigteilquerschnittssegmenten sehr weit verbreitet. Die Brücke wird durch das Aneinanderfügen und Verspannen von einzelnen vorproduzierten Querschnittselementen hergestellt. Beispielsweise wurden für die Schnellfahrstrecke Peking–Shanghai mehrere hundert Kilometer Brücken mit Fertigteilen gebaut. Die Anwendung dieses Verfahren machte die kurze Bauzeit von nur drei Jahren für die über tausend Kilometer lange Strecke erst möglich. Auf Werkplätzen entlang der Brücken wurden die 32 Meter langen, 12 Meter breiten und 900 Tonnen schweren Fahrbahnträger erstellt. Mit einem Spezialfahrzeug wurden die Träger auf dem bereits errichteten Teil der Brücke zur Einbaustelle transportiert und dort von einem Spezialkran eingebaut.
Auch Lawinengalerien werden oft als Fertigteilbau ausgeführt.

### Turmbau
Moderne Funktürme werden fast immer aus vorgefertigten Segmenten zusammengesetzt. Sowohl abgespannte als auch freistehende Konstruktionen (bis ca. 150 Meter Höhe) können so schnell und wirtschaftlich errichtet werden. Bei abgespannten Türmen ist der Fertigteilbau selbst für allerhöchste Konstruktionen üblich. Kleinere Freileitungsmaste werden oft auch aus wenigen Segmenten auf der Baustelle zusammengefügt. Kleinere Türme können auch komplett fertig angeliefert werden (zum Beispiel als Betonmast).